# Jean Arthur
Jean Arthur, nome artístico de Gladys Georgianna Greene (Plattsburgh, 17 de outubro de 1900 — Carmel, 19 de junho de 1991), foi uma atriz de cinema norte-americana.

## Biografia
Jean era filha de Johanna Augusta Nelson e Hubert Sidney Greene, e seus avós maternos eram imigrantes que vieram da Noruega e se instalaram no oeste americano. Seu nome foi inspirado em dois heróis: Joana D’Arc e o Rei Artur.
Jean viveu em Westbrook, no Maine de 1908 a 1915, enquanto seu pai trabalhava no Lamson Studios, em Portland, no Maine como fotógrafo. Em decorrência do trabalho de seu pai, viveram também em Jacksonville, na Flórida, em Schenectady, New York e alguns anos em Washington Heights, em Manhattan.
Pressagiando muitos dos filmes que iria estrelar, Jean trabalhou como estenógrafa em Bond Street, em Manhattan, durante a Primeira Guerra Mundial.
Casou pela primeira vez com o fotógrafo Julian Anker, em 1928, mas o casamento foi anulado no dia seguinte. Casou, posteriormente, com o produtor Frank Ross Jr., em 1932, do qual se divorciou em 1949.
Em 1991 Jean Arthur faleceu devido a problemas cardíacos. Seu nome está na Calçada da Fama, no 6331 Hollywood Blvd.

## Carreira
Sua estreia no cinema realizou-se em 1923, atuando como atriz (coadjuvante/secundária) no filme de John Ford, Cameo Kirby.

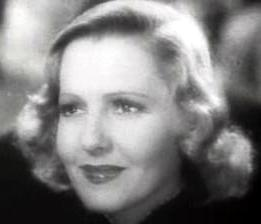
O Galante Mr. Deeds (1936)

No entanto, o auge de sua carreira ocorreu durante as décadas de 1930 e 1940, quando participou de filmes de grande sucesso, como as comédia malucas Mr. Deeds Goes to Town (1936), You Can't Take It with You (1938) e Mr. Smith Goes to Washington (1939), todos dirigidos por Frank Capra, além de Original Pecado (1943), dirigido por George Stevens, filme que lhe rendeu uma indicação ao Óscar de 1944, na categoria de melhor atriz.
Em 1953 participou no filme Os Brutos Também Amam, sendo novamente dirigida por George Stevens, tendo sido esta a sua última aparição no cinema.
Em seguida, participou de algumas peças de teatro e de alguns episódios de séries de televisão norte-americanos. Na Broadway, em 1950, estrelou uma adaptação de Peter Pan.
Em 1966 estrelou no seu próprio programa de TV, o "The Jean Arthur Show" que, no entanto, veio a ser cancelado após 12 episódios.
A partir de então ainda tentou algumas vezes retornar aos palcos na Broadway, mas sempre sem sucesso.
Arthur também ensinou artes dramáticas na Escola de Artes de Carolina do Norte e na Universidade de Vassar, onde teve como aluna uma jovem Meryl Streep.

## Filmografia

### Longa-metragens
| - 1923 - Cameo Kirby - 1923 - The Temple of Venus (não-creditado) - 1923 - Wine of Youth (não-creditado) - 1924 - Biff Bang Buddy - 1924 - Fast and Fearless - 1924 - Bringin' Home the Bacon - 1924 - Thundering Romance - 1924 - Travelin' Fast - 1925 - Seven Chances (não-creditado) - 1925 - The Drug Store Cowboy - 1925 - The Fighting Smile - 1925 - Tearin' Loose - 1925 - A Man of Nerve - 1925 - The Hurricane Horseman - 1925 - Thundering Through - 1926 - Under Fire - 1926 - The Roaring Rider - 1926 - Born to Battle - 1926 - The Fighting Cheat - 1926 - Double Daring - 1926 - Lightning Bill - 1926 - Twisted Triggers - 1926 - The Cowboy Cops - 1926 - The College Boob - 1926 - The Block Signal - 1927 - Winners of the Wilderness (não-creditado) - 1927 - Husband Hunters - 1927 - The Broken Gate - 1927 - Horse Shoes - 1927 - The Poor Nut - 1927 - The Masked Menace - 1927 - Flying Luck - 1928 - Wallflowers - 1928 - Easy Come, Easy Go - 1928 - Warming Up - 1928 - Brotherly Love - 1928 - Sins of the Fathers - 1929 - The Canary Murder Case - 1929 - Stairs of Sand - 1929 - The Mysterious Dr. Fu Manchu - 1929 - The Greene Murder Case - 1929 - The Saturday Night Kid - 1930 - Street of Chance | - 1930 - Young Eagles - 1930 - Paramount on Parade - 1930 - The Return of Dr. Fu Manchu - 1930 - Danger Lights - 1930 - The Silver Horde - 1931 - The Gang Buster - 1931 - The Virtuous Husband - 1931 - The Lawyer's Secret - 1931 - Ex-Bad Boy - 1933 - Get That Venus - 1933 - The Past of Mary Holmes - 1934 - Whirlpool - 1934 - The Most Precious Thing in Life - 1934 - The Defense Rests - 1935 - The Whole Town's Talking - 1935 - Party Wire - 1935 - Public Hero#1 - 1935 - Diamond Jim - 1935 - The Public Menace - 1935 - If You Could Only Cook - 1936 - Mr. Deeds Goes to Town - 1936 - The Ex-Mrs. Bradford - 1936 - Adventure in Manhattan - 1936 - The Plainsman - 1936 - More Than a Secretary - 1937 - History Is Made at Night - 1937 - Easy Living - 1938 - You Can't Take It with You - 1939 - Only Angels Have Wings - 1939 - Mr. Smith Goes to Washington - 1940 - Too Many Husbands - 1940 - Arizona - 1941 - The Devil and Miss Jones - 1942 - The Talk of the Town - 1943 - The More the Merrier - 1943 - A Lady Takes a Chance - 1944 - The Impatient Years - 1948 - A Foreign Affair - 1953 - Shane - 1965 - Gunsmoke (1 episódio) - 1966 - The Jean Arthur Show (11 episódios) - 1973 - The Merv Griffin Show (1 episódio) |

### Curta-metragens
| - 1923 - Somebody Lied - 1923 - Spring Fever - 1924 - The Powerful Eye - 1926 - Eight-Cylinder Bull - 1926 - The Mad Racer - 1926 - Ridin' Rivals - 1927 - Hello Lafayette | - 1927 - Bigger and Better Blondes - 1930 - Screen Snapshots Series 9, No. 24 - 1938 - Screen Snapshots Séries 17, No. 12 - 1939 - Screen Snapshots Séries 19, No. 1 - 1939 - Screen Snapshots Séries 19, No. 2 - 1940 - Screen Snapshots Séries 19, No 10 |